# Dischidia polyphylla
Dischidia polyphylla är en oleanderväxtart som beskrevs av Henry Nicholas Ridley. Dischidia polyphylla ingår i släktet Dischidia och familjen oleanderväxter. Inga underarter finns listade i Catalogue of Life.